# Арчи Банкер
Арчибальд «Арчи» Банкер (англ. Archie Bunker) — вымышленный персонаж американского телевизионного ситкома 1970-х годов «Все в семье» и его спин-оффа «Место Арчи Банкера», которого играет Кэрролл О’Коннор. Банкер, главный герой сериала, ветеран Второй мировой войны, рабочий и семьянин. Премьера «Все в семье» состоялась 12 января 1971 года, где он был изображен главой семьи Банкеров. В 1979 году шоу было видоизменено и переименовано в Archie Bunker’s Place; окончательно снято с эфира в 1983 году. Банкер жил по вымышленному адресу 704 Hauser Street в районе Куинс в Нью-Йорке.
Многие шутки из «Все в семье» обыгрывают предубеждённость Арчи, хотя динамика напряженности между Арчи и его либеральным зятем Майком обеспечивала постоянную политическую и социальную основу для множества тем. Арчи появляется во всех эпизодах сериала, кроме семи. Три эпизода пятого сезона были пропущены из-за разногласий по контракту между О’Коннором и создателем сериала Норманом Лиром.
Арчи был срисован с отца Нормана Лира, Германа Лира, и Альфа Гарнетта из ситкома BBC1 «Пока смерть не разлучит нас». В 1999 году TV Guide присвоил Арчи Банкеру номер 5 в списке 50 величайших телевизионных персонажей всех времён. В 2005 году Арчи Банкер числился под номером 1 в рейтинге 100 величайших телевизионных персонажей Браво, опередив таких персонажей, как Ральф Крамден, Люси Рикардо, Фонзи и Гомер Симпсон. Кресло Арчи находится в постоянной коллекции Национального музея американской истории.

## Черты персонажа
У Арчи грубое, властное поведение, в значительной степени определяемое его предрассудками по отношению к разнообразным группам людей: чернокожим, латиноамериканцам, «коммунистам», геям, хиппи, евреям, азиатам, католикам, «женщинам-либберам», американцам польского происхождения; они являются частыми мишенями его колкостей. По мере развития шоу становится очевидным, что предубеждение Арчи не мотивировано злым умыслом, а скорее представляет собой сочетание эпохи и среды, в которой он вырос, и всеобщей мизантропии. Сам Арчи изображен старательным, любящим отцом и в основном порядочным человеком; тем не менее, он вспыльчив и часто говорит своей многострадальной жене Эдит «заглохнуть» и «заткнуться». Создатель сериала Норман Лир признал, что именно так его отец относился к матери Нормана.
Согласно CBS News, Арчи «превратил разгневанного белого мужчину в культурную икону». После окончания съёмок второго сезона О'Коннор сказал, перефразируя Джеймса Болдуина: «Белый американец попал в ловушку своей собственной культурной истории. Он не знает, что с этим делать». О'Коннор далее говорил:

Дилемма Арчи состоит в том, чтобы справиться с тем, что мир меняется на его глазах. Он не знает, что делать, кроме как выйти из себя, проглотить свой яд, искать кого-то другого, чтобы переложить на него вину за собственный дискомфорт. Он не совсем злой человек. Он хитрый. Но он не доберется до корня своей проблемы, потому что корень его проблемы в нём самом, а он этого не знает. Это дилемма Арчи Банкера.
По ходу сериала Арчи несколько смягчился, хотя часто только из необходимости. В одном из эпизодов он выражает отвращение к организации, похожей на Ку-клукс-клан, к которой он случайно присоединяется. В другой раз, когда его попросили выступить на похоронах своего друга Стретча Каннингема, Арчи, удивленный, узнав, что его друг был евреем, преодолевает свой первоначальный дискомфорт и произносит трогательную речь, надев ермолку и заканчивая сердечным «шалом». В 1978 году персонаж стал опекуном девятилетней дочери сводного кузена Эдит Флойда, Стефани (Даниэль Бризбуа), и смирился с её еврейской верой, даже купил ей кулон со звездой Давида.
Арчи также был известен частым неправильным употреблением слов и ложными этимологиями. Арчи неоднократно называл президента Ричарда М. Никсона «Ричардом Э. Никсоном». Ко второму сезону шоу такие вещи стали называть «бункеризмами», «бункеризмами Арчи» или просто «арчиизмами».

## Влияние
Узнаваемость имени и общественное влияние персонажа Банкера были настолько велики, что к 1972 году комментаторы обсуждали «голосование Арчи Банкера» (избирательный блок, состоящий из городских белых мужчин из рабочего класса) на президентских выборах того года. В том же году проводилась пародийная предвыборная кампания с использованием футболок, значков кампании и наклеек на бамперы под лозунгом «Арчи Банкера в президенты». В мае 1973 года торговая реклама RCA Records для дебютного сингла Арчи и Эдит, записи «О, детка, что бы ты сказал?», содержала слоган «Джон и Йоко, подвиньтесь», имея в виду артиста-активиста Джона Леннона и Йоко Оно.
След персонажа в американской культуре таков, что имя Арчи Банкера до сих пор используется в СМИ для описания определённой группы избирателей, голосовавших на президентских выборах в США в 2008 году. Комментируя BBC Newsnight, политический обозреватель Конрад Блэк упомянул, что Дональд Трамп обеспечил «голосование Арчи Банкера» во время президентских выборов в США в 2016 году.
Норман Лир изначально предполагал, что публика должна сильно не любить Банкера. Лир был потрясен, когда Банкер незаметно стал любимой фигурой большей части средней Америки. Лир считал, что взгляды Банкера на расу, пол, брак и религию настолько неверны, что представляют собой пародию на правый фанатизм.
Сэмми Дэвису-младшему, чернокожему еврею, искренне нравился этот персонаж. Он чувствовал, что фанатизм Банкера был основан на его тяжелом жизненном опыте рабочего класса, и что Банкер был честен и прямолинеен в своих мнениях, демонстрируя открытость к изменению своих взглядов, если человек относился к нему правильно. В 1972 году Дэвис появился в 21-й серии второго сезона All in the Family, а позже появился в 19-й серии первого сезона спин-оффа Archie Bunker’s Place.
Воспроизводимые Банкером расистские и женоненавистнические взгляды послужили образцом для создания Эрика Картмана, одного из персонажей анимационного ситкома для взрослых «Южный Парк».